# 데이나 앤드루스
카버 데이나 앤드루스(영어: Carver Dana Andrews, 1909년 1월 1일~1992년 12월 17일)는 미국의 배우, 노동운동가이다.

## 작품 목록

### 영화
- 아이크 (1979년)
- 굿 가이스 (1979년)
- 라스트 타이쿤 (1976년)
- 에어포트 75 (1974년)
- 코만도 전략 (1968년)
- 브레인스톰 (1965년)
- 인 함스 웨이 (1965년)
- 러브드 원 (1965년)
- 발지 대전투 (1965년) - Col. 프릿차드 역
- 더 피어메이커스 (1958년)
- 악마의 저주 (1957년) - 닥터 존 홀든 역
- 이유없는 의심 (1956년)
- 도시가 잠든 사이에 (1956년)
- 거상의 길 (1954년)
- 어사인먼트: 파리 (1952년) - 지미 역
- 당신을 원해요 (1951년)
- 프로그먼 (1951년)
- 웨어 더 사이드워크 엔드 (1950년)
- 비정 (1949년)
- 노 마이너 바이스 (1948년)
- 딥 워터 (1948년)
- 데이지 케년 (1947년)
- 부메랑 (1947년)
- 더 베스트 이어스 오브 아워 리브스 (1946년) - 프레드 데리 역
- 캐년 패시지 (1946년)
- 우리 생애 최고의 해 (1946년)
- 폴린 엔젤 (1945년)
- 워크 인 더 선 (1945년) - Sgt. 빌 타인 역
- 어느 박람회장에서 생긴 일 (1945년)
- 윙 앤 프레어 (1944년)
- 진주만 습격 (1944년)
- 업 인 암스 (1944년)
- 로라 (1944년) - 마크 맥퍼슨 역
- 크래쉬 다이브 (1943년)
- 노스 스타 (1943년)
- 12월 7일 (1943년)
- 옥스보우 인서던트 (1943년)
- 토바코 로드 (1941년)
- 늪지의 물 (1941년)
- 볼 오브 파이어 (1941년)
- 서부의 사나이 (1940년)